# トゥイミ川

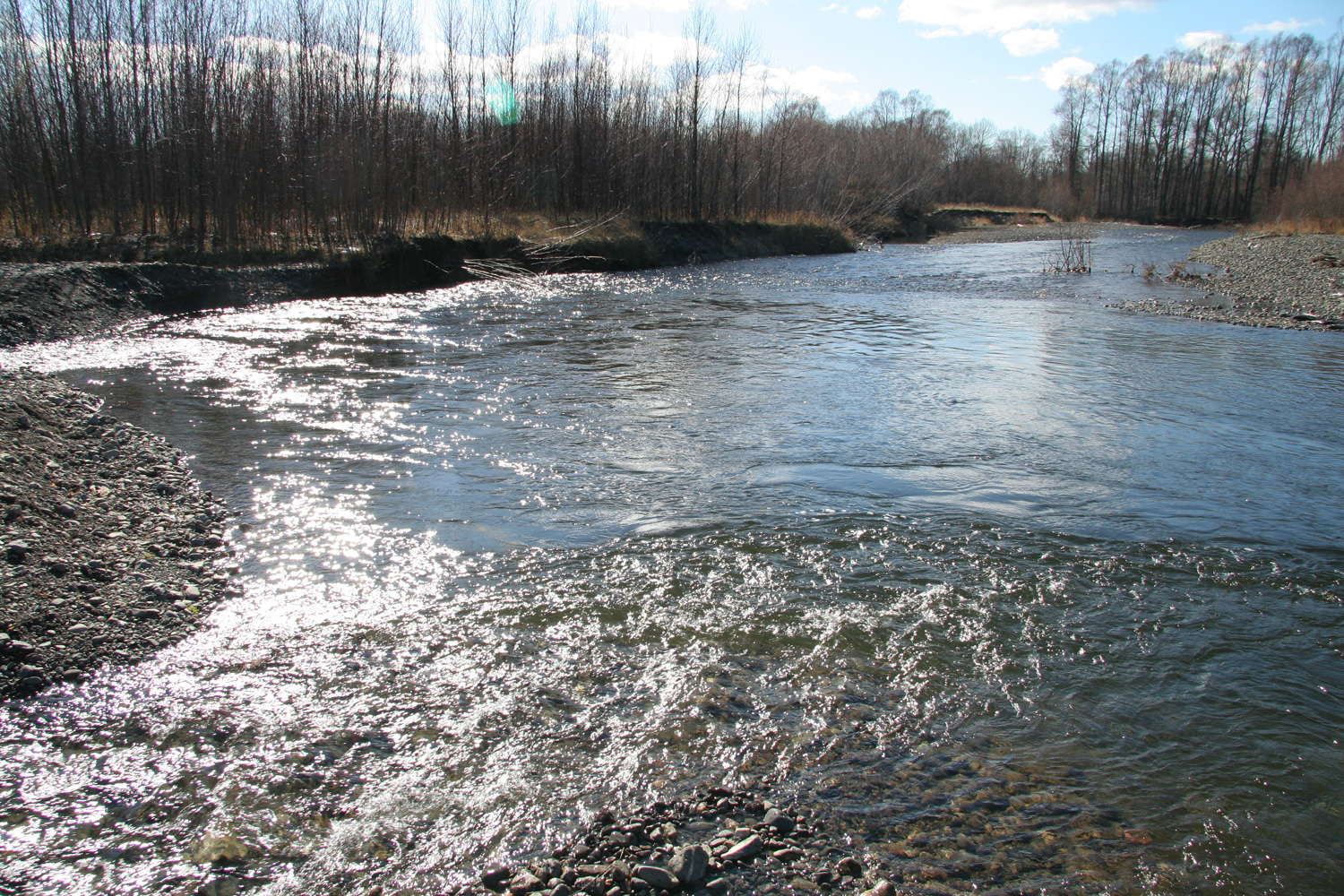
トゥイミ川

トゥイミ川は、サハリン北部（北樺太）に流れる川。流域は330km、流域面積は7850km2。
河口付近にノグリキ市街地がある。
ロパチン山南部に源流を持ち下流地域では航行が可能。
別名:対毛川(旧字:對毛川)（ついむかわ）。

## 由来
トゥイミはニヴフ語で「産卵川」と訳すことができる。